# 광주광역시 소방학교
광주광역시 소방학교(光州廣域市 消防學校)는 1996년 개교하여 광주광역시, 전라남도, 전북특별자치도, 제주특별자치도를 교육권역으로 하며, 21세기의 복잡다양한 소방환경에 능동적으로 대응하여, 시민의 안전을 책임질 강인한 전문소방공무원을 양성하기 위해 설립된 광주광역시 소방안전본부 소속의 소방전문교육기관이다. 소방학교장은 소방정(4급 상당)이며 광주광역시 광산구 소촌로 152번길 53-27(소촌동)에 위치.

## 연혁
- 1996년 3월 29일: 개교

### 역대 학교장
- 2019년 2월 20일 ~ 2022년 3월 2일: 소방정 최홍영[3]
- 2022년 3월 3일 ~ 2023년 3월 20일: 소방정 최갑용
- 2023년 3월 21일 ~ : 소방정 박동하

## 조직
| - 교육지원과 - 행정팀 - 경리팀 | - 교육운영과 - 교육기획팀 - 교수운영팀 | - 교수부 - 교수팀 - 훈련팀 |

## 같이 보기
- 대한민국 소방청
- 소방관 계급
- 대한민국의 소방